# Malena Ernman
Malena Ernman, właśc. Sara Magdalena Ernman (ur. 4 listopada 1970 w Uppsali) – szwedzka śpiewaczka operowa, mezzosopranistka z prawie 4-oktawowym głosem. Członkini Szwedzkiej Królewskiej Akademii Muzycznej.
Reprezentantka Szwecji podczas 54. Konkursu Piosenki Eurowizji w 2009.

## Młodość
Dzieciństwo i lata szkolne spędziła w szwedzkim Sandviken. Uczyła się w Szwedzkiej Królewskiej Akademii Muzycznej w Sztokholmie, the Conservatoire d’Orléans we Francji i w szkole Opery Królewskiej w Sztokholmie. Jako piętnastolatka zaczęła swoją karierę solistki jako piosenkarka jazzowa w Orleanie i Paryżu. Zagrała mnóstwo jazzowych koncertów z takimi szwedzkimi artystami, jak Arne Domnérus, Putte Wickman czy Magnus Lindgren.

## Kariera
Zadebiutowała na deskach opery w 1998, śpiewając partię Kai w Staden Svena-Davida Sandströma w Operze Królewskiej w Sztokholmie i Rosiny w Cyruliku sewilskim Gioacchina Rossiniego w Staatsoper Berlin, Operze Królewskiej w Sztokholmie (gdzie potem zagrała tytułową rolę w operze Carmen Georges’a Bizeta) oraz w Fińskiej Operze Narodowej. W 1999 zagrała Nerona w Agrippinie w Operze Królewskiej La Monnaie w Brukseli i Théâtre des Champs-Élysées w Paryżu. Niebawem wystąpiła też w roli Zerliny w Don Giovaniim oraz Roberto w Griseldzie Antonia Vivaldiego w Staatsoper Berlin. W 1999 zaśpiewała jako solistka podczas Ceremonii Wręczania Nagród Nobla. W 2001 zagrała Sally Bowles w Cabarecie Joe Masteroffa w Królewskim Teatrze Dramatycznym w Sztokholmie. Na przełomie 2001 i 2002 zagrała recital w Tokio. Wystąpiła również w Pasji według św. Jana Johanna Sebastiana Bacha w Katedrze Notre-Dame w Paryżu oraz w mozartowskim requiem z Berlińskimi Filharmonikami.
Latem 2002 wzięła udział w festiwalu operowym w Glyndebourne, na którym zagrała Nancy w operze Albert Herring oraz Orlovsky w operetce pt. Zemsta nietoperza. Dwa lata później po raz pierwszy śpiewała partię Donny Elviry w Don Giovaniim. Premiera jej postaci odbyła się w La Monnaie w Brukseli. Podczas festiwalu w Aix-en-Provence i w Wiedniu oraz w Opéra Garnier w Paryżu zagrała rolę Lichas w Herculesie Georga Friedricha Händla. W 2005 odegrała tytułową rolę w operze Julie Philippe’a Boesmana w Operze Królewskiej La Monnaie w Brukseli, podczas festiwalu w Wiedniu oraz w Aix-en-Provence.
Rok 2006 zaczęła rolą Nerona w Koronacji Popei Claudio Monteverdiego w Staatsoper Berlin i Operze Królewskiej La Monnaie w Brukseli. W tym samym roku zadebiutowała w tytułowej roli Dynony z Dydony i Eneasza Henry’ego Purcella. Wystąpiła później jako Annio w La clemenza di Tito podczas festiwalu w Salzburgu. W 2007 śpiewała partię Sekstusa w Juliuszu Cezarze w Wiedniu, Cherubina w Weselu Figara Wolfganga Amadeusa Mozarta w Staatsoper Berlin oraz Nerona w Koronacji Popei Claudio Monteverdiego w Holenderskiej Operze w Amsterdamie. W 2008 powróciła do Opery Królewskiej w Sztokholmie, by zadebiutować w głównej roli Angeliny w operze Kopciuszek Gioacchino Rossiniego. Jesienią znów zagrała tytułową rolę w Dydonie i Eneaszu, tym razem w Opéra Comique w Paryżu. W 2009 zagrała główną rolę w Kopciuszku w operze we Frankfurcie, a pod koniec kwietnia tę samą rolę odegrała w Operze Królewskiej w Sztokholmie. Później wystąpiła w Dydonie i Eneaszu na festiwalu w Wiedniu oraz w Holenderskiej Operze.
Wystąpiła na koncertach w wielu krajach, m.in. w Rzymie, Madrycie, Paryżu, Londynie, Los Angeles, Berlinie i Tokio. Współpracowała wówczas z takimi dyrygentami, jak Esa-Pekka Salonen, René Jacobs, Daniel Barenboim, Nikolaus Harnoncourt, Philippe Herreweghe, Herbert Blomstedt, Marc Minkowski, Daniel Harding i Simon Rattle. Zagrała podczas mszy Waisenhausmesse na festiwalu w Salzburgu, koncercie Folk Songs Luciano Berio w Szwedzkiej Królewskiej Orkiestrze Filharmonicznej i podczas festiwalu w Verbier. Wystąpiła także z Arnoldem Östmanem w requiem Mozarta w Minneapolis. Wystąpiła także w Siedmiu grzechach głównych Kurta Weilla, Sea Pictures Edwarda Elgara, Kinder Toten Lieder Gustava Mahlera czy Kantatach Bacha.

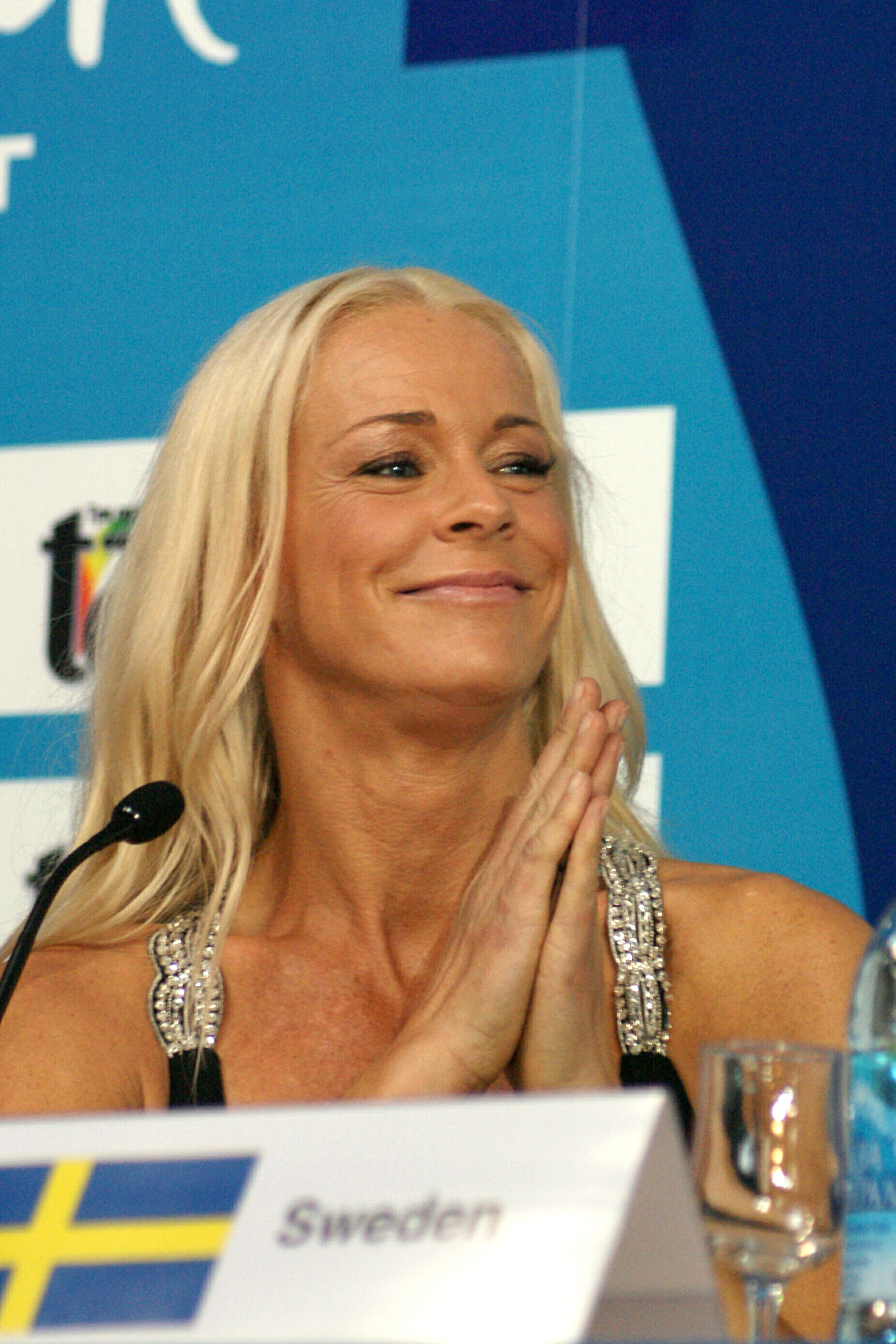
Malena Ernman podczas 54. Konkursu Piosenki Eurowizji w 2009

26 listopada 2008 otrzymała tzw. „dziką kartę” zapewniającą udział w półfinałach szwedzkich eliminacji eurowizyjnych Melodifestivalen 2009, do których zgłosiła się z francusko-angielskojęzycznym utworem „La voix” autorstwa Fredrika Kempe. 28 lutego 2009 roku wystąpiła w ostatnim, czwartym półfinale selekcji, w pierwszej rundzie głosowania zdobyła 102 708 głosów i przeszła do drugiego etapu, w którym zmierzyła się w pojedynku z Sarą Dawn Finer. Ostatecznie zdobyła w nim 88 870 głosów od telewidzów i zakwalifikowała się do finału konkursu. 14 marca wystąpiła w finale eliminacji z ostatnim, 11. numerem startowym i ostatecznie go wygrała po zdobyciu łącznie 182 punktów. Jurorzy przyznali kompozycji 38 punktów, które uplasowało utwór na 8. miejscu spośród 11. finalistów. Dzięki 322 657 głosom telewidzów Ernman otrzymała 144 punkty od publiczności, które po zsumowaniu pozwoliły na 11-punktową przewagę nad zdobywczynią drugiego miejsca w finale – Caroline af Ugglas. 24 kwietnia opublikowała teledysk do singla, który nazwała „pierwszym i jedynym popowym w karierze”. Klip nagrany został jako dokumentacja podróży mezzosopranistki ze Sztokholmu do Frankfurtu kamerką podróżniczą. 3 maja zaczęła próby generalne do występu na arenie „Olimpijskij”. 12 maja wystąpiła z piątym numerem startowym w pierwszym półfinale Konkursu Piosenki Eurowizji organizowanym w Moskwie i z czwartego miejsca awansowała do finału, w którym wystąpiła jako czwarta w kolejności i zajęła ostatecznie 21. miejsce z 33 punktami na koncie. Na scenie towarzyszył jej pięcioosobowy żeński chórek, w skład którego weszły Dea Norberg, Jessica Marberger, Tine Matulessy, Malin Nilsson i Anna Maria Hallgarn. Głównym pomysłem wizualnym występu była gra kontrastów. Podczas prezentacji Ernman miała na sobie wartą 400 tys. koron szwedzkich białą suknię projektu Camilli Thulin, a chórek śpiewający i tańczący wokół niej ubrany był w czarne garnitury. Ogromne ekrany LED w tle świeciły się na zielono i żółto, a na scenie umieszczono pięć plastikowych konstrukcji, które symbolizowały kryształy lodu. Pod koniec występu chórek zakładał teatralne maski ozdobione kryształami, co miało stworzyć „mroźną” atmosferę. Po ogłoszeniu wyników wyznała, że podczas finału czuła się świetnie, nie denerwowała się, a zdobyte miejsce to wynik, którego się spodziewała. Kilka godzin po zakończeniu konkursu ogłosiła na swojej stronie internetowej, że wystawiła swoją konkursową kreację na licytację, z której cały zysk przekazany zostanie fundacji Radiohjälpen. W czerwcu tego samego roku wydała swoją kolejną płytę długogrającą zatytułowaną La Voix du Nord.

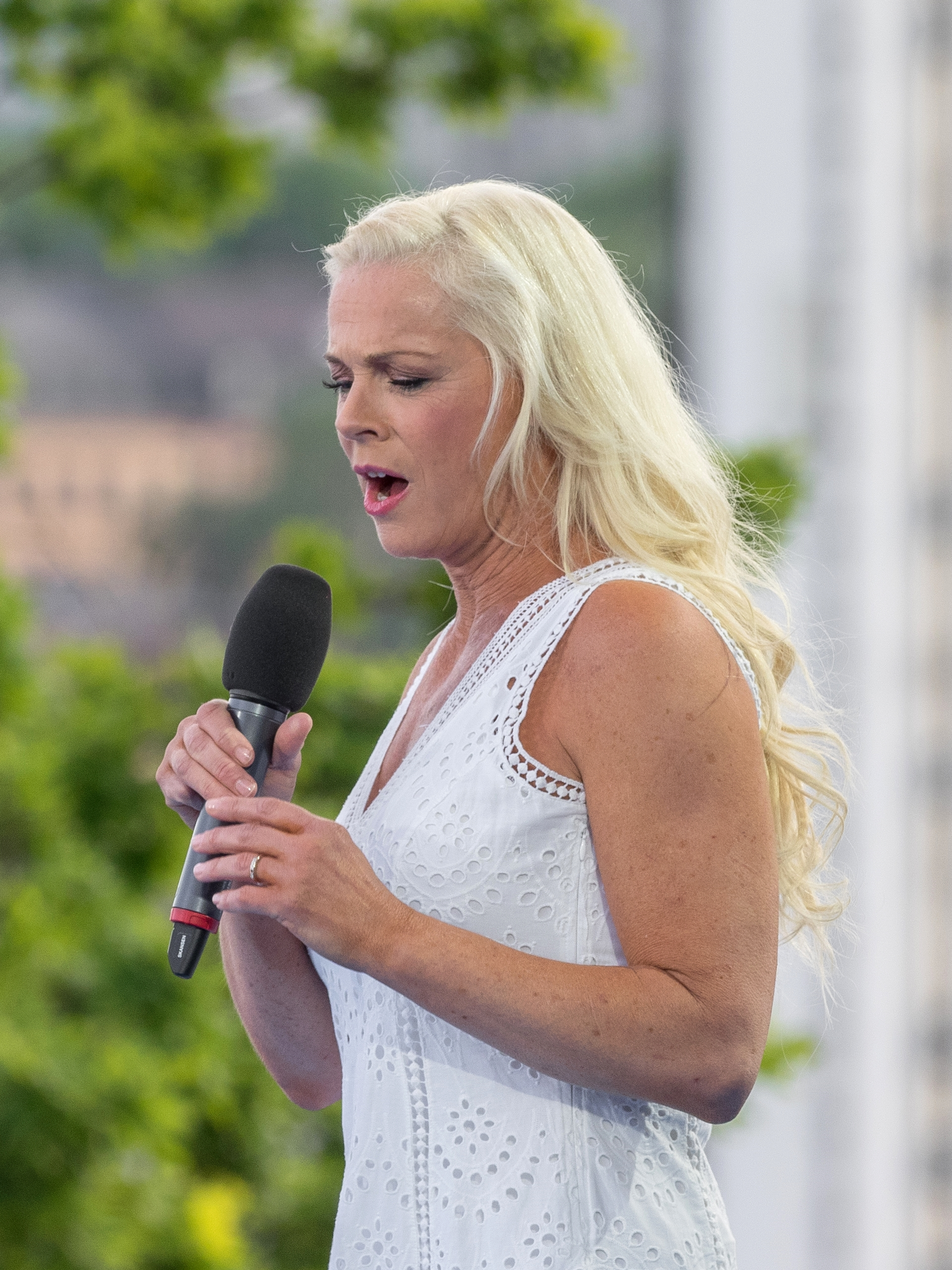
Malena Ernman podczas koncertu w 2016

W marcu 2010 zadebiutowała w roli Idamantesa w Idomeneuszu W.A. Mozarta. Śpiewała również na wielu koncertach w Skandynawii i w Niemczech, w tym z Andreą Bocellim w Stockholm Globe Arena oraz podczas świątecznego koncertu z Peterem Matteim w Sztokholmie. We wrześniu tego samego roku wystąpiła w operze Semele Händla. Wiosną 2011 wystąpiła ponownie w teatrze w Wiedniu w Rodelindzie Händla. Późniejsze występy to tytułowa rola w Serse Händla w teatrze w Wiedniu, Dydony w Dydonie i Ereuszu w Opera Comique w Paryżu i Heleny w Dziewicy z jeziora Rossiniego w teatrze w Wiedniu. W tym samym roku ukazała się jej nowa płyta zatytułowana Opera di fiori.
W listopadzie 2013 wydała album studyjny pt. I decembertid, a w lipcu 2014 – płyta pt. SDS.

## Życie prywatne
Wyszła za mąż za aktora Svante Thunberga, z którym ma dwie córki: Gretę i Beatę. Mieszkają w Kungsholmen w Sztokholmie.

## Dyskografia
Albumy studyjne
- Naïve (2000)
- Cabaret Songs (2001)
- Songs in Season (2003)
- My Love (2003)
- La Voix du Nord (2009)
- Opera di Fiori (2011)
- I decembertid (2013)
- SDS (2014)

Albumy świąteczne
- Santa Lucia – En Klassisk Jul (2010)